# Kildavin
Kildavin är en ort i republiken Irland.   Den ligger i grevskapet County Carlow och provinsen Leinster, i den östra delen av landet, 80 km söder om huvudstaden Dublin. Kildavin ligger 53 meter över havet och antalet invånare är 194.
Terrängen runt Kildavin är kuperad söderut, men norrut är den platt. Runt Kildavin är det ganska tätbefolkat, med 72 invånare per kvadratkilometer. Närmaste större samhälle är Bunclody, 3,7 km sydost om Kildavin. Trakten runt Kildavin består i huvudsak av gräsmarker.